# Чистовский, Игорь Борисович
И́горь Бори́сович Чисто́вский (5 декабря 1940, Горький — 19 августа 2014, Нижний Новгород) — советский хоккеист. Нападающий. Мастер спорта СССР (1961). Заслуженный тренер России.

## Достижения
- Второй призёр чемпионата СССР 1961.
- Финалист Кубка СССР 1961.
- Приз Три Бомбардира сезон 1959/60. Сахаровский (36) — Чистовский (21) — Халаичев (19) — 76 шайб (неофициально).
- В Чемпионатах СССР провел 435 матчей, забил 172 гола. В ноябре 1962 года за демонстративный отказ играть на турнире на приз газеты «Советский спорт» был обвинен в грубом нарушении спортивной дисциплины, постановлением Президиума Центрального совета Союза спортивных обществ и организаций СССР лишен звания мастера спорта СССР, условно дисквалифицирован на два года[1].
- В 1961 и 1963 гг. входил в список 33 лучших хоккеистов сезона.
- За сборную СССР провел 6 матчей, забросил 1 шайбу.

## Память
- В «Торпедо» играл под номером «9», именной свитер с этим номером вывешен под сводами ледового дворца спорта имени В. С. Коноваленко в Нижнем Новгороде[2].

## Статистика выступлений[3]
|                          |                          |                            | Регулярный сезон | Регулярный сезон | Регулярный сезон | Регулярный сезон | Регулярный сезон |
| Сезон                    | Команда                  | Лига                       | Игр              | Г                | П                | О                | ШТ               |
| ------------------------ | ------------------------ | -------------------------- | ---------------- | ---------------- | ---------------- | ---------------- | ---------------- |
| 1958/59                  | Торпедо Горький          | Чемпионат СССР             |                  | 1                |                  |                  |                  |
| 1959/60                  | Торпедо Горький          | Чемпионат СССР             |                  | 21               |                  |                  |                  |
| 1960/61                  | Торпедо Горький          | Чемпионат СССР             | 17               | 17               |                  |                  |                  |
| 1961/62                  | Торпедо Горький          | Чемпионат СССР             | 26               | 29               | 4                | 33               | 13               |
| 1962/63                  | Торпедо Горький          | Чемпионат СССР             | 35               | 17               | 8                | 25               | 8                |
| 1963/64                  | Торпедо Горький          | Чемпионат СССР             |                  | 8                |                  |                  |                  |
| 1964/65                  | Торпедо Горький          | Чемпионат СССР             | 36               | 8                | 11               | 19               | 14               |
| 1965/66                  | Торпедо Горький          | Чемпионат СССР             | 33               | 6                | 5                | 11               | 12               |
| 1966/67                  | Торпедо Горький          | Чемпионат СССР             | 42               | 18               | 10               | 28               | 22               |
| 1967/68                  | Торпедо Горький          | Чемпионат СССР             | 41               | 8                | 7                | 15               | 33               |
| 1968/69                  | Торпедо Горький          | Чемпионат СССР             | 21               | 8                |                  |                  |                  |
| 1968/69                  | Торпедо Горький          | Чемпионат СССР. 7-12 место |                  | 25               |                  |                  |                  |
| 1969/70                  | Торпедо Горький          | Чемпионат СССР             | 41               | 17               |                  |                  |                  |
| 1970/71                  | Торпедо Горький          | Чемпионат СССР             | 31               | 9                |                  |                  |                  |
| Всего в Чемпионатах СССР | Всего в Чемпионатах СССР | Всего в Чемпионатах СССР   | 435              | 172              | 49               | 221              |                  |

## Тренерская карьера
- Тренер Торпедо (Горький) — 1974-76 гг.
- Главный тренер Торпедо (Горький) — 1976—1979, 1987—1989 гг.